# Linia kolejowa Praha – Benešov u Prahy
Linia kolejowa Praha – Benešov u Prahy (Linia kolejowa nr 221 (Czechy)) – dwutorowa, zelektryfikowana linia kolejowa o znaczeniu krajowym w Czechach. Łączy Pragę ze stacją Benešov u Prahy. Przebiega przez terytorium Pragi i kraju środkowoczeskiego.